# (3053) Dresden
(3053) Dresden es un asteroide perteneciente al cinturón de asteroides, descubierto el 18 de agosto de 1977 por Nikolái Stepánovich Chernyj desde el Observatorio Astrofísico de Crimea (República de Crimea).

## Designación y nombre
Designado provisionalmente como 1977 QS. Fue nombrado Dresden en homenaje a Dresde ciudad alemana.